# Oratorio del Corpus Domini
L’oratorio del Corpus Domini detto il Chiesolo era una piccola chiesa di Milano che si trovava sul lato orientale della Contrada di San Vito al Pasquirolo, oggi non più esistente.

## Storia
L'oratorio fu fondato tra il X e il XII secolo. 
Lazzarino Legnani le lasciò molti beni affinché fossero destinati annualmente alla costituzione di una dote di 100 lire per maritare dodici zitelle e per l'elemosina ai poveri. In seguito Giovanni Battista Camagno lo imitò donandole fondi affinché ogni anno ne fossero maritate altre sei. Tali beni erano gestiti da alcuni nobili che avevano anche l'obbligo di vestire una volta l'anno dodici poveri d'età virile da capo a piedi assegnando loro 15 soldi per il vitto. In occasione delle festività natalizie dovevano inoltre distribuire ai poveri 105 segni insieme ad una porzione di pane, vino, carne, ceci e sale e a quattro soldi ciascuno.

## Architettura
L'aspetto della chiesa è ignoto ma si sa che fosse costituita da una sola navata con soffitto in legno e che possedesse una sola cappella.